# Елеф Рингнес (остров)

Елеф Рингнес (на английски: Ellef Ringnes) е 16-ият по големина остров на Канада. Площта на острова е 11 295 км2, като с тази си територия се нарежда на 14-о място по големина в Канадския арктичен архипелаг и на 69-о в света. Административно островът е в състава на територия Нунавут.
Островът се намира в северозападната част на Канадския арктичен архипелаг и е едно от най-суровите и пуститнни места на Земята. На североизток протока Пири го отделя от остров Миън, а на изток протока Хасел – от остров Амунд Рингнес. На югозапад протоците Дейниш Стрийт и Маклейн го отделят съответно от островите Кинг Кристиан и Локхийд, а широкия проток Принц Густав Адолф – от остров Борден на запад. На север бреговете на острова се мият от водите на Северния ледовит океан.
Дължината на бреговата линия на острова е 1027 км, осеяна с множество полуострови (Исаксен на север, Кристофер на североизто, Нойс на запад) и заливи.
Островът е изграден главно от кредни пясъчници и шисти и терциерни седименти. Релефът е предимно равнинен и нискохълмист. Най-високта точка от 260 м н.в. се намира в най-южната част на Елеф Рингнес. Множество езера и къси реки. Растителния и животинския свят на острова е много беден, поради суровите климатични условия. На острова виреят едва 49 вида висши растения, около 85 вида гъби, 10 вида бозайници (елени карибу, полярни мечки, лисици и др.) и 15 вида прелетни птици.
От 1948 на западното крайбрежие на Елеф Рингнес действа постоянна метеорологична станция Исаксен (78°47′ с. ш. 103°32′ з. д. / 78.783333° с. ш. 103.533333° з. д.) с няколко души сменящ се персонал и постоянно функциониращо летище. От 1994 до 2001 през острова премина Северния магнитен полюс, който сега се намира на северозапад от острова, над Северния ледовит океан.
Остров Елеф Рингнес е открит през май 1901 от участниците в експедицията (1898 – 1902) на Ото Свердруп Гунар Исаксен и Свере Хасел, които в продължение на три месеца подробно го изследват и картират. Свердруп назовава новооткрития остров на името на по-малкия брат Елеф (1842 – 1929), един от двамата собственици на норвежката пивоварна фирма Рингнес, която спонсорира експедицията му.
|  | Тази страница частично или изцяло представлява превод на страницата Ellef Ringnes Island в Уикипедия на английски. Оригиналният текст, както и този превод, са защитени от Лиценза „Криейтив Комънс – Признание – Споделяне на споделеното“, а за съдържание, създадено преди юни 2009 година – от Лиценза за свободна документация на ГНУ. Прегледайте историята на редакциите на оригиналната страница, както и на преводната страница, за да видите списъка на съавторите. ВАЖНО: Този шаблон се отнася единствено до авторските права върху съдържанието на статията. Добавянето му не отменя изискването да се посочват конкретни източници на твърденията, които да бъдат благонадеждни. |